# Бистриця-об-Сотлі
Бистриця-об-Сотлі (словен. Bistrica ob Sotli) — поселення в общині Бистриця-об-Сотлі, Савинський регіон, Словенія. 
Висота над рівнем моря:  м.